# Corradi (cognome)
Corradi è un cognome di lingua italiana.

## Varianti
Conz, Conzatti, Corà, Coradazzi, Corain, Coraini, Corra, Corrà, Corrada, Corradazzi, Corradazzo, Corradelli, Corradengo, Corradeschi, Corradetti, Corradin, Corradina, Corradini, Corradino, Corrado, Corradone, Corradoni, Corradossi, Corraducci, Corrao, Corraroni, Corretti, Corretto, Corrò, Curradi, Curradini, Currado, Currao, Currarone, Curretti, Curri, Currò, Currotti, Gurrado, Raddi, Radi, Radini, Radino, Rado.

## Origine e diffusione
Cognome tipicamente panitaliano, compare prevalentemente al Centro-Nord.
Potrebbe derivare dal prenome Corrado.
Le varianti Corradini e Corrado sono centro-settentrionali; Currado, Currao e Currò sono meridionali; Corraroni è campano; Corrao è sardo; Corradazzi e Corretto sono veneti; Curretti e Currotti sono liguri e piemontesi; Raddi è piuttosto raro.

## Persone
- Bernardo Corradi (1976) – opinionista, dirigente sportivo, allenatore di calcio ed ex calciatore italiano
- Clorinda Corradi (1804-1877) – contralto italiana
- Corbellino Corradi (fl. XII secolo) – politico italiano